# Willerich
Willerich – biskup Bremy w latach 804/805–838. Był uczniem pierwszego biskupa misyjnego Sasów, Willehada. W 804 lub 805 został wyświęcony na biskupa Bremy (przed nim biskupem w tym mieście był zmarły w 789 Willehad), stając się faktycznym twórcą diecezji bremeńskiej. Drewnianą katedrę Willehada zastąpił nową budowlą, murowaną.